# Guy Wilson (Schauspieler)

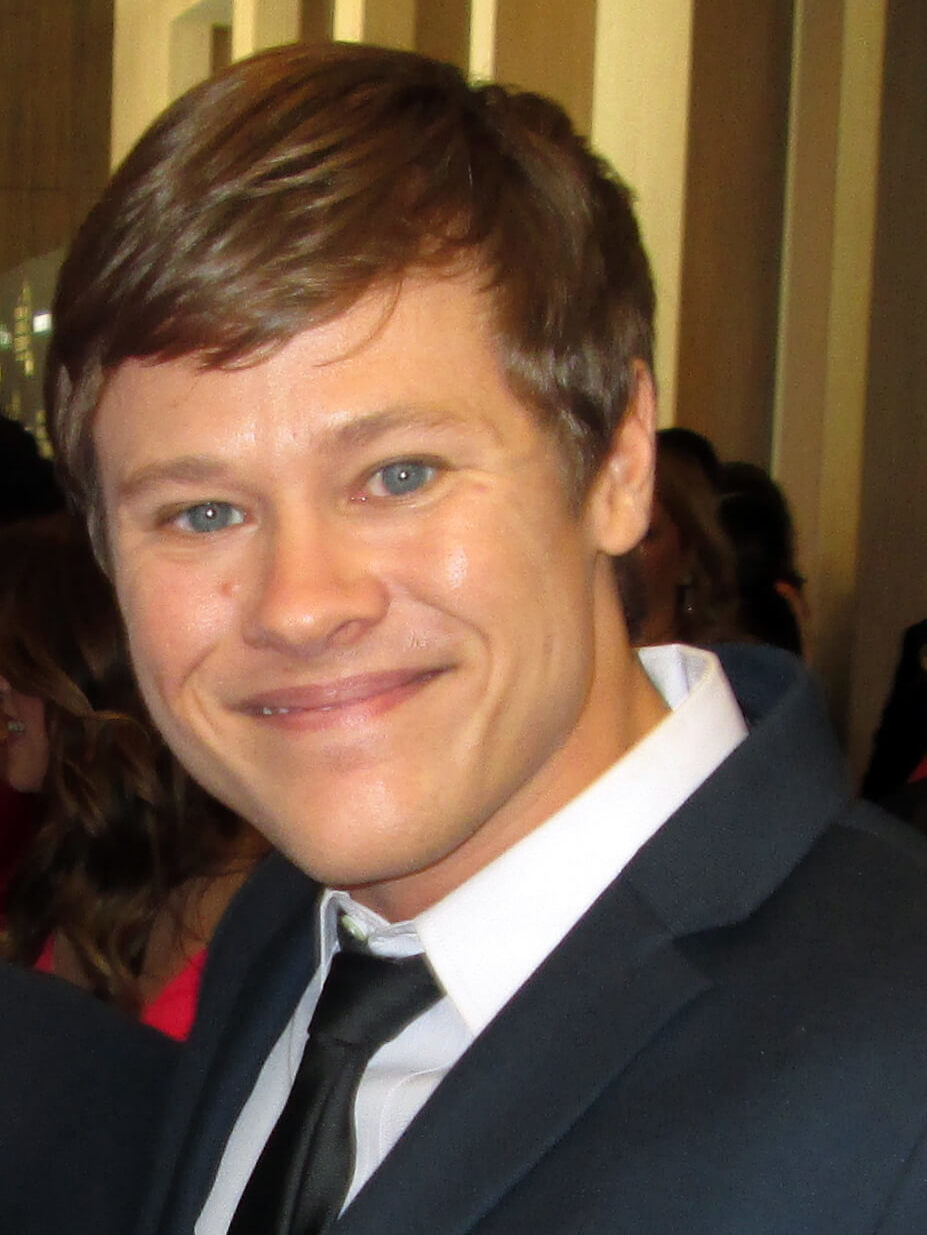
Guy Wilson bei der Daytime-Emmy-Verleihung 2014

Guy Allan Wilson Jr. (* 21. November 1985 in San Francisco, Kalifornien) ist ein US-amerikanischer Schauspieler.

## Leben und Karriere
Guy Wilson wurde in San Francisco und wuchs mit einem Bruder und einer Schwester in Sebastopol, im Sonoma County, auf. Seine erste Rolle übernahm er im Alter von neun Jahren, als er in einer Produktion zu A Christmas Carol mitwirkte, an deren Produktion seine Mutter, die als Musikerin und Komponistin arbeitet, beteiligt war. Während seiner gesamten Schulzeit stand der auf der Theaterbühne und studierte nach dem Abschluss am American Conservatory Theater in seiner Heimatstadt.
Seine erste Rolle vor der Kamera übernahm er als Sean im Film Die Ex-Freundinnen meines Freundes aus dem Jahr 2004. Anschließend trat er vor allem in Kurz- und Independentfilmen auf. Ab 2006 war er unter anderem in den Serien Cold Case – Kein Opfer ist je vergessen, Castle, Navy CIS, Bones – Die Knochenjägerin, Major Crimes, Hawaii Five-0 und Breaking Bad zu sehen. 2012 trat er im Fantasy-Horrorfilm Werwolf – Das Grauen lebt unter uns in der Rolle des Daniel auf. 2013 folgte ein Auftritt im Thriller The Midnight Game. Von 2013 bis 2015 war er Teil der Besetzung der Soap Zeit der Sehnsucht. Darin stellte er die Figur des Will Horton bis zum Figurentod dar. Die Serie zeigte die erste Hochzeit eines männlichen Paares in einer US-Soap, das von Wilson und seinem Schauspielkollegen Freddie Smith dargestellt wurde.
Nach seinem Engagement bei Zeit der Sehnsucht, stand er für die Serie Youthful Daze als Shane Edmundson in einer Nebenrolle vor der Kamera, in der er 2016 zu sehen war. Weitere Rollen übernahm er in Rizzoli & Isles, Stitchers, Code Black und Navy CIS: L.A. 2019 war er im Film Disapperance als Detective Bailey zu sehen.

## Persönliches
Wilson lebt seit 2004 in Los Angeles.  Neben seinen Rollen vor der Kamera, beschäftigt er sich auch mit dem Schreiben von Drehbüchern. Er ist sportbegeistert und ist, neben Baseball, auch Fan des amerikanischen und europäischen Fußballs. Seine Leidenschaft gilt dem Reisen und der Tattoo-Kunst.

## Filmografie (Auswahl)
- 2004: Die Ex-Freundinnen meines Freundes (Little Black Book)
- 2005: Cold Case – Kein Opfer ist je vergessen (Cold Case, Fernsehserie, Episode )
- 2006: General Hospital (Fernsehserie, eine Episode)
- 2008: The Open Door
- 2008: Danny Fricke (Fernsehfilm)
- 2009: Gurdian
- 2009: Constitution, USA (Kurzfilm)
- 2010: Almost Kings
- 2010: Castle (Fernsehserie, Episode 3x10)
- 2010: Twentysixmiles (Fernsehserie, Episode 1x01)
- 2011: Navy CIS (NCIS, Fernsehserie, Episode 8x12)
- 2011: Bones – Die Knochenjägerin (Bones, Fernsehserie, Episode 7x01)
- 2012: Major Crimes (Fernsehserie, Episode 1x05)
- 2012: Werwolf – Das Grauen lebt unter uns (Werewolf: The Beast Among Us)
- 2012: Hawaii Five-0 (Fernsehserie, Episode 3x04)
- 2013: The Midnight Game
- 2013: Breaking Bad (Fernsehserie, Episode 5x11)
- 2013–2015: Zeit der Sehnsucht (Days of Our Lives, Fernsehserie)
- 2014: Swelter
- 2014: Altergeist
- 2015: Larry Gaye: Renegade Male Flight Attendant
- 2015: Rizzoli & Isles (Fernsehserie, Episode 6x11)
- 2016: Youthful Daze (Fernsehserie, 78 Episoden)
- 2016: Rise (Kurzfilm)
- 2016: Stitchers (Fernsehserie, Episode 2x05)
- 2018: Code Black (Fernsehserie, Episode 3x11)
- 2019: Disappearance
- 2019: Navy CIS: L.A. (NCIS: Los Angeles, Fernsehserie, 2 Episoden)
- 2021: Bloodbath (Fernsehserie, 3 Episoden)
- 2022: Angelyne (Miniserie, Episode 1x01)
- 2023: As Certain as Death
- 2023: Bosch: Legacy (Fernsehserie)